# Norman Hunter
Pour les articles homonymes, voir Hunter.
Norman Hunter est un footballeur anglais né le 29 octobre 1943 à Gateshead et mort le 17 avril 2020.

## Biographie

### Mort
En avril 2020, Norman Hunter est testé positif au coronavirus et hospitalisé au Royaume-Uni, annonce le club de Leeds. Il meurt quelques jours après Peter Bonetti, champion du monde 1966.

## Carrière
- 1962-1977 : Leeds United  Angleterre
- 1976-1979 : Bristol City  Angleterre
- 1979-1983 : Barnsley  Angleterre

## Palmarès

### En club
- Vainqueur de la Coupe des Villes de Foire en 1968 et en 1971 avec Leeds United
- Champion d'Angleterre en 1969 et en 1974 avec Leeds United
- Vainqueur de la Coupe d'Angleterre en 1972 avec Leeds United
- Vainqueur de la Coupe de la Ligue anglaise en 1968 avec Leeds United
- Vainqueur du Charity Shield en 1969 avec Leeds United
- Champion d'Angleterre de Division 2 en 1964 avec Leeds United
- Finaliste de la Coupe d'Europe des Clubs Champions en 1975 avec Leeds United
- Finaliste de la Coupe d'Europe des Vainqueurs de Coupe en 1973 avec Leeds United
- Finaliste de la Coupe d'Europe des Villes de Foire en 1967 avec Leeds United
- Vice-champion d'Angleterre en 1965, en 1966, en 1970, en 1971 et en 1972 avec Leeds United
- Finaliste de la Coupe d'Angleterre en 1965, en 1970 et en 1973 avec Leeds United
- Finaliste du Charity Shield en 1974 avec Leeds United

### EnÉquipe d'Angleterre
- 28 sélections et 2 buts entre 1965 et 1974
- Vainqueur de la Coupe du Monde en 1966
- Participation à la Coupe du Monde en 1966 (Vainqueur) et en 1970 (1/4 de finaliste)
- Participation au Championnat d'Europe des Nations en 1968 (3e)

### Distinction individuelle
- Élu meilleur joueur du championnat d'Angleterre PFA en 1974